# Quattordio
Quattordio är en ort och kommun i provinsen Alessandria i regionen Piemonte i Italien. Kommunen hade 1 587 invånare (2018).